# Dirigible
Dirigible is een Amerikaanse avonturenfilm uit 1931 onder regie van Frank Capra. De film werd destijds uitgebracht onder de titel Adelaars van het luchtruim.

## Verhaal
Er wordt een expeditie georganiseerd naar de Zuidpool. Al snel ontstaat er een competitie tussen Frisky Pierce en Jack Bradon. Pierce wil naar de Zuidpool reizen met vliegtuigen, terwijl Bradon erheen wil met een luchtschip. Bovendien is Bradon ook nog verliefd op de vrouw van Pierce.

## Rolverdeling
| Acteur          | Personage      |
| --------------- | -------------- |
| Jack Holt       | Jack Bradon    |
| Ralph Graves    | Frisky Pierce  |
| Fay Wray        | Helen Pierce   |
| Hobart Bosworth | Louis Rondelle |
| Roscoe Karns    | Sock McGuire   |
| Harold Goodwin  | Hansen         |
| Clarence Muse   | Clarence       |